# Ala ad-Din Tekish
Ala ad-Din Tekish ou Takash est un shah du Khwarezm de 1172 à 1200. Fils de Il-Arslan, il s'impose à sa mort comme Khwârazm-Shah avec l’aide des Kara-Khitans à l'issue d'une guerre civile contre son jeune frère Sultan Shah. Il règne jusqu'en 1193 en compétition avec lui et meurt en 1200. Son fils Ala ad-Din Muhammad lui succède

## Biographie

### Conflit de succession
Ala ad-Din Tekish est membre de la dynastie des Khwarezmchahs ou Anushteginides, une lignée issue d'Anushtigin, au service des Ghaznévides. Après la mort de son père, Ala ad-Din Atsiz, Il-Arslan accède au trône du Khwarezm dans un climat de tensions avec le sultan seldjoukide Ahmad Sanjar.
Lorsque son père, Il-Arslan, meurt en 1172, le Khwarezm fait face à deux crises. Une première est l'offensive militaire que mènent les Kara-Khitans afin de réclamer un tribut. Le second est dynastique puisqu'une crise de succession oppose Ala ad-Din Tekish à son frère Sultan-Shah Mahmud.
Afin de régler la crise de succession, les deux partisans cherchent à obtenir un soutien extérieur. Sultan-Shah Mahmud obtient le soutien militaire des Ghorides tandis qu'Ala ad-Din Tekish obtient celui des Kara-Khitans. Ces deux intervenants externes cherchent à réduire le pouvoir et l'influence grandissante du Khwarezm.
Contrairement à son frère, Ala ad-Din Tekish profite des forces Kara-Khitans afin d'affirmer sa légitimité au sein des territoires annexes au Khwarezm. Cependant, même s'il parvient à monter sur le trône, son frère lui reste très hostile jusqu'à sa mort de Sultan-Shah Mahmud en 1193.

### Règne
Comme ses prédécesseurs, Ala ad-Din Tekish veille à trouver un équilibre dans les relations diplomatiques. Après son accession, il entretient des relations stables avec les sultans Ghorides, alliés de son frère Sultan-Shah, afin de garantir la paix sur la frontière orientale.
Il s'empare de Nichapur et occupe le Khorasan en 1187. Il parvient également à annexer le Tabarestan, soumettant également le Guilan et le Mazandaran. En 1194, à l'instigation du calife An-Nasir, il vainc et tue près de Rey le dernier sultan turc de la dynastie des seldjoukides de Perse Tuğrul III et occupe tout le Jibal jusqu'à Hamadan. Puis il entre en conflit avec le calife abbasside An-Nasir, bat son armée près d'Hamadan en 1196 et s'impose comme son protecteur.
Sous son règne, il intègre davantage de tribus turques dans son armée, poursuivant la politique entamée par son père. Cette politique est également à attribuer à son mariage avec une princesse Kiptchak, Terken Khatun, fille d'Yqran. Les nomades turques sont si importants pour la force militaire du Shah que leur intervention dans les conflits au nord du pays permet de le préserver des Kara-Khitans.
Selon Ali Ibn al-Athîr, il mène une expédition contre Boukhara en 1198. Il meurt en 1200 et son fils Ala ad-Din Muhammad lui succède.